# فاجنهاوزن
فاجنهاوزن (بالألمانية: Wagenhausen) هي بلدية سويسرية تتبع لمقاطعة فراونفيلد في كانتون تورغاو. تبلغ مساحتها 11.84 كيلومتر مربع، ويقدر عدد سكانها بـ 1674 نسمة (حسب تعداد ديسمبر 2015).

## أعلام
- فريتز شير